# Fanja Sports Club
El Fanja Sports Club es un equipo de fútbol de Omán que milita en la Liga Omaní de Fútbol, la liga de fútbol más importante del país.
Fue fundado en el año 1970 en la capital Mascate y es uno de los equipos más exitosos del país al sumar 8 títulos de liga, 8 títulos de Copa y 1 Liga de Campeones del Golfo. Es considerado uno de los mejores equipos de Omán. Su mejor época ha sido entre los años 1970 y 1980 hasta que la muerte del entonces dueño Sayyid Sami afectó al equipo; por 20 años aproximadamente estuvieron sin ganar nada hasta ahora.
A nivel internacional ha participado en 7 torneos continentales, donde su mejor participación ha sido en la Copa de Clubes de Asia del año 1990, accediendo a la Segunda ronda.

## Palmarés
- Liga Profesional de Omán: 8

1977, 1979, 1984, 1986, 1987, 1988, 1991, 2012
- Copa del Sultán Qabus: 8

1975-76, 1976-77, 1978-79, 1985-86, 1986-87, 1987-88, 1989-90, 1991-92
- Supercopa de Omán: 2

2012, 2015
- Copa de la Liga de Omán: 1

2015
- Copa de Campeones del Golfo: 1

1989

## Participación en competiciones de la AFC
- Copa AFC: 1 aparición

2013 -
- Copa de Clubes de Asia: 4 apariciones

| 1986 - Ronda clasificatoria 1988 - Ronda clasificatoria | 1989 - Ronda clasificatoria 1990 - Fase de grupos |

- Recopa de la AFC: 2 apariciones

| 1991 - Primera ronda | 1993 - Segunda ronda |